# Karschia tarimina
Karschia tarimina är en spindeldjursart som beskrevs av Roewer 1933. Karschia tarimina ingår i släktet Karschia och familjen Karschiidae. Inga underarter finns listade i Catalogue of Life.